# Берман, Захар Наумович
Захар (Захарий) Наумович Берман (укр. Захар Наумович Берман; 1940—2009) — советский и украинский спортсмен и тренер; Мастер спорта СССР (1964), Заслуженный тренер Украинской ССР (1984), судья международной категории (1979).

## Биография
Родился 20 марта 1940 года в Киеве в еврейской семье.
С 1963 года состоял в Спортивном клубе армии Киевского военного округа, где его тренерами были В. Украинец, И. Гончар, М. Титаренко. В течение спортивной карьеры становился чемпионом (1965—1966) и серебряным призёром чемпионата Европы (1965), многократным чемпионом Украинской ССР и СССР, а также Вооружённых сил СССР (1960, 1962—1963, 1965—1966).
В 1969 году окончил Киевский инженерно-строительный институт (ныне Киевский национальный университет строительства и архитектуры). В 1964—1972 годах был тренером, в 1977—1986 годах — старшим тренером этого же клуба. В 1972—1976 годах одновременно работал в исследовательском бюро Киевского НИИ гигиены труда и профессиональных заболеваний. С 1987 года Захар Берман — главный тренер сборной команды Украины по подводному спорту. С 1990 года — директор специализированной детско-юношеской спортивно-технической школы водных видов спорта. С 1991 года был президентом Федерации подводного спорта и подводной деятельности Украины.
С 1999 года З. Н. Берман являлся инструктором Всемирной конфедерации подводной деятельности (CMAS), с 2002 года был членом её спортивного комитета. 
На тренерской работе Захар Наумович Берман воспитал — В. Бурлаченко, Ю. Василенко, И. Зырянову, Л. Крижешевскую, Г. Лысенко, В. Лихачёва, В. Щербакова, А. Сидерский.
Умер 26 апреля 2009 года.
Был награждён медалью «Ветеран труда» и Почётной грамотой Верховного Совета Украинской ССР.